# Torrevieja

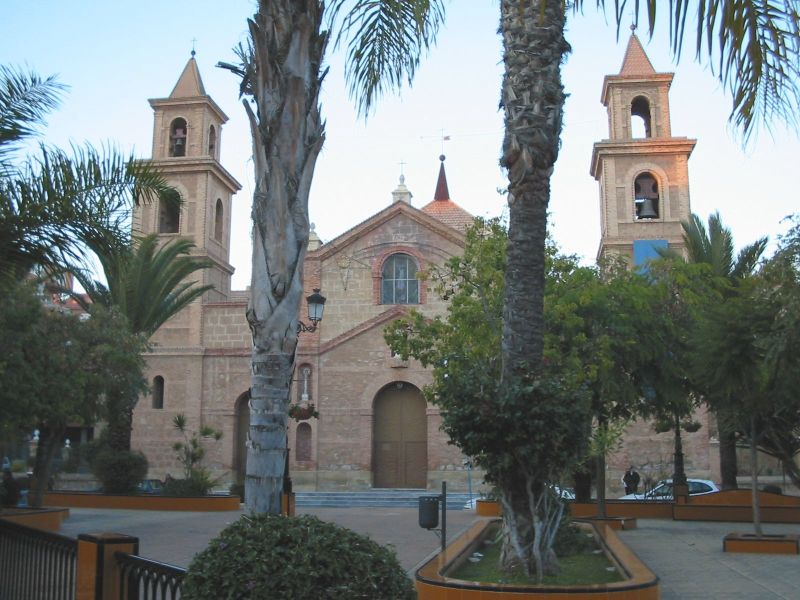
Église archipresbytérale de l'Immaculée Conception

Torrevieja, en castillan et officiellement (Torrevella ou Torrevella de la Mata en valencien), est une commune d'Espagne de la province d'Alicante dans la Communauté valencienne. Elle est située dans la comarque de la Vega Baja del Segura et dans la zone à prédominance linguistique castillane,.

## Géographie

Localisation de Torrevieja
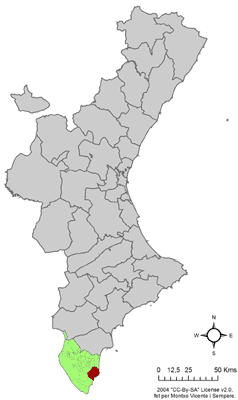
dans la Communauté valencienne.
dans la comarque de la Vega Baja del Segura.

Cette ville a d'abord été un port de pêche avant d'être transformée, dans les dernières années, en importante station balnéaire. Torrevieja est sans doute la ville de plus de 100 000 habitants la plus cosmopolite d'Europe avec une population étrangères très élevée : dans la région, un résident sur trois a une nationalité autre qu'Espagnole. Ce chiffre est encore plus important à Torrevieja, qui concentre une densité d'étrangers plus encore plus importante (49,74% en 2024),. Les Ukrainiens, les Russes et les Britanniques constituent les trois premiers groupes d'étrangers vivant dans cette commune. La majorité des touristes sont originaires d'Europe du nord : Allemands, Britanniques et Scandinaves principalement(et beaucoup y résident toute l'année). Un autre pourcentage élevé de tourisme est formé par des Espagnols y possédant une résidence secondaire.
La ville se situe entre la mer et deux grands lacs salés. Cela permet à Torrevieja d'avoir un micro-climat sain.
L'été, ici, la population est multipliée par 10 comme pour la plupart des sites le long de cette côte.
Nom des habitants (en Espagnol) : Torrevejense, (en catalan ou valencian) : Torrevellenc, Torrevellenca.

## Histoire

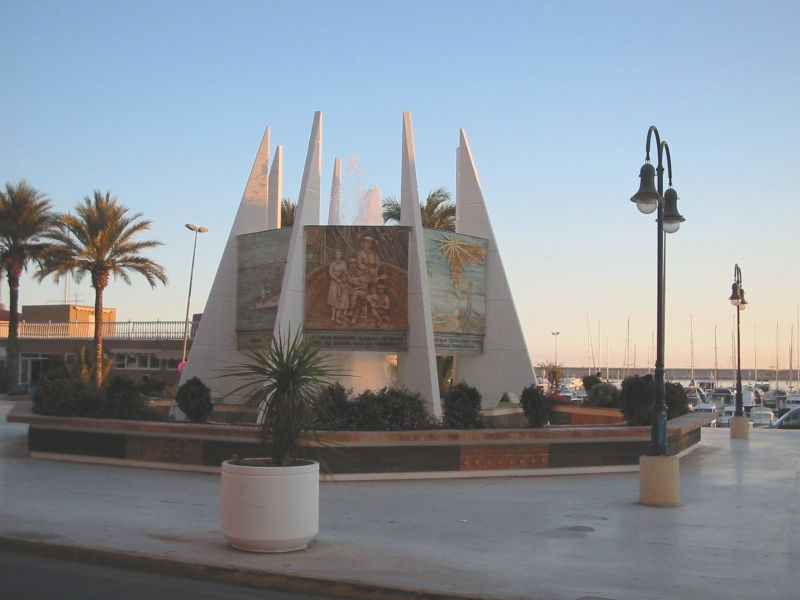
Monument au Choriste (Habaneras)

Le sel et la mer sont les éléments indissolubles qui ont marqué l'histoire et déterminent la réalité actuelle de Torrevieja.
Au début du siècle passé, sur l'actuel emplacement il n'y avait qu'une tour de guet, la Torre Vieja (vieille tour) et quelques maisons. En 1802, l'administration des salines de la Mata se déplaça vers l'emplacement actuel, ce qui entraîna l'aménagement rapide de la première Torrevieja. La proximité des salines et sa condition de port d'exportation tant de sel que de produits de culture fruitière et maraîchère de la Vega Baja du fleuve Segura ont favorisé le développement du port et son indépendance d'Orihuela en 1820. Un tremblement de terre a détruit une grande partie de la ville le 21 mars 1829 on y comptabilisa plusieurs victimes.
De nos jours elle produit environ un million de tonnes de sel qu'elle exporte, en grande partie, se transformant ainsi en principal producteur européen de sel. Mais la principale industrie de Torrevieja est de loin le tourisme de masse.
Torrevieja a connu sa galopante démographie (une des plus importantes d'Europe) dans les années 70 avec un tourisme plutôt de proximité; les premiers estivants venaient des villes voisines de la Vega Baja del Segura comme Orihuela, Callosa, Rojales..., et surtout de la province voisine de Murcia. Dans les années 80, débuta une nouvelle ère qui transformera Torrevieja à tout jamais, les promoteurs immobiliers, aidés par les autorités locales, commencèrent une nouvelle politique urbanistique qui incitait la "Marbellisation", les résidences secondaires poussèrent comme des champignons. Attiré par les prix très attrayants de ces résidences, le tourisme étranger fit son apparition. Des Hollandais, des Belges, des Français, des Allemands, des Britanniques et des Scandinaves achetèrent des bungalows ou villas par centaines. Dans les années 90 la construction augmenta de plus belle avec l'arrivée du nouveau tourisme essentiellement national, de Madrid et sa région et aussi du Pays basque. Torrevieja devint la 3e ville de la province derrière Elche et Alicante mais en été Torrevieja est la 1re ville de la région (avec près de 900 000 hab.). Dans les années 2000, la ville continue de croître énormément avec l'arrivée de populations d'immigrés extra-communautaires, essentiellement sud-américaines, marocaines et d'Europe de l'est.
Le Concours International de Habaneras et de Polyphonie, déclaré d'Intérêt Touristique International, est célébré en hommage aux habitants de Torrevieja qui font du commerce avec Cuba, ancienne colonie espagnole et patrie des Habaneras que les marins chantaient à leur retour de là-bas.

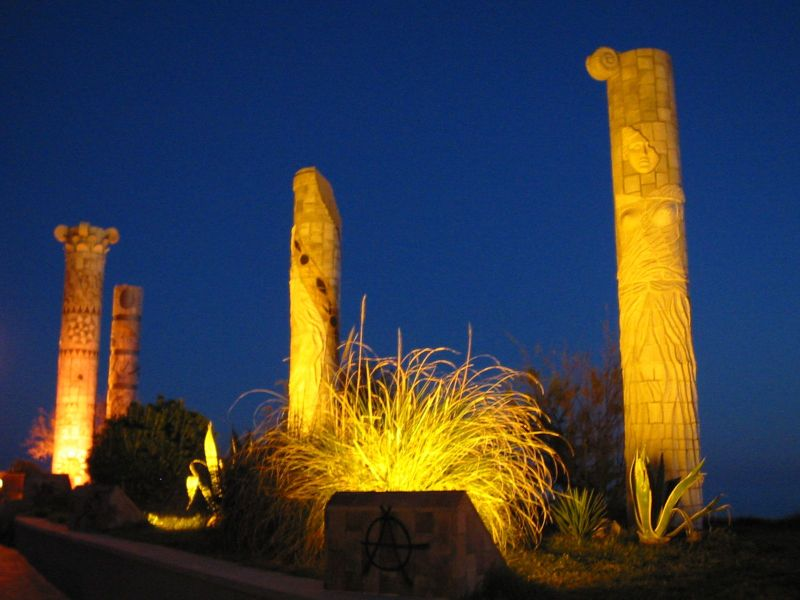
Monument aux Cultures de la Méditerranée

Les lagunes sont déclarées Parc naturel et sont d'un grand intérêt, tout comme l'ensemble de l'écosystème des marécages du sud de la province d'Alicante, écologique en tant qu'habitat d'oiseaux migrateurs ou nidifiants.
La Torrevieja contemporaine comprend des éléments significatifs comme le Casino Moderniste ou l'église de la Inmaculada Concepción qui se trouvent dans un des noyaux commerciaux et humains de la ville. Dans cette zone vous trouverez également le monument au Coralista ou le Musée de la Mer et du Sel où l'on explique l'histoire de la marine et de l'industrie de l'extraction du sel qui composent l'histoire de Torrevieja. Il est possible de se rendre à pied jusqu'au quai de pêche et réaliser des promenades en barque pour découvrir le littoral de Torrevieja.
Torrevieja comprend de magnifiques plages de sable comme celle de Los Locos, El Acequión, Los Náufragos, La Mata ou celle de El Cura. La plage la plus au sud est celle de Los Náufragos, dotée de tous types de services; entre la digue de Levante et Punta Carral se trouve la plage Del Cura. Après avoir traversé Punta Carral vous tomberez sur la plage de Los Locos. La plus étendue et la plus au nord est celle de la Mata, d'où l'on peut réaliser une excursion jusqu'au Mirador Touristique de la tour Torre Del Moro, une des tours médiévales qui donnèrent son nom à Torrevieja.

## Démographie
| 1991   | 1996   | 2001   | 2004   | 2007    | 2013    | 2018   |
| ------ | ------ | ------ | ------ | ------- | ------- | ------ |
| 25 014 | 35 998 | 50 953 | 84 348 | 100 400 | 105 205 | 82 599 |

## Administration

### Maires de Torrevieja
| Mandat      | Maire | Maire                    | Parti     |
| ----------- | ----- | ------------------------ | --------- |
| 1979-1985   |       | Rosa Mazón Valero        | PSPV-PSOE |
| 1985-1988   |       | Joaquín García Sánchez   | PSPV-PSOE |
| 1988-2011   |       | Pedro Hernández Mateo    | PP        |
| 2011-2015   |       | Eduardo Dolón Sánchez    | PP        |
| 2015-2019   |       | José Manuel Dolón García | Les Verts |
| depuis 2019 |       | Eduardo Dolón Sánchez    | PP        |

## Patrimoine
Torrevieja possède un riche patrimoine. Une des avenues principales, El Paseo Juan Aparicio de Torrevieja, est un des joyaux de ce patrimoine. Les touristes ont l'habitude de se promener le long de la promenade. Un des principaux attraits de cette promenade sont les piscines naturelles qui ont été créées lors de la rénovation de la promenade.
On peut également découvrir la statue de la Bella Lola, qui représente l'histoire maritime de la ville.

## Personnalités liées à la commune
- Joaquín Chapaprieta (1871-1951), homme politique né à Torreveija, plusieurs fois chef du gouvernement espagnol